# Villardecás
Villardecás (llamada oficialmente San Xoán de Vilardecás) es una parroquia del municipio español de Maceda, en la provincia de Orense, Galicia.

## Toponimia
La parroquia también es conocida por el nombre de San Juan de Villardecás.

## Organización territorial
La parroquia está formada por cinco entidades de población:
- Barxela
- Lamelas
- Paioso
- Vilar
- Xinzo da Costa

## Demografía
| Gráfica de evolución demográfica de Villardecás entre 2000 y 2022 |
|                                                                   |
| Datos según el nomenclátor publicado por el INE.                  |